# Jihae Kim
Jihae Kim (Koreaans: 김지혜) (Seoul, 7 februari 1989), beter bekend als JiHAE, is een Zuid-Koreaanse singer-songwriter, actrice, en multimedia-artieste wonend in de Verenigde Staten.
Ze begon haar muziekcarrière in 2007 en bracht al vier studioalbums uit. Als actrice acteerde ze in de reeksen Mars, Altered Carbon en Succession. Ze deed tevens mee in de film Mortal Engines.

## Discografie (albums)
| Titel                   | Release-datum    |
| ----------------------- | ---------------- |
| My Heart Is an Elephant | 15 maart 2007    |
| Afterthought            | 12 juni 2008     |
| Elvis Is Still Alive    | 11 november 2008 |
| Fire Burning Rain       | 7 september 2010 |
| Illusion of You         | 21 juli 2015     |

## Filmografie
| Jaar      | Titel          | Rol                     |
| --------- | -------------- | ----------------------- |
| 2009      | 2B             | Jihae Kim               |
| 2016-2018 | Mars           | Joon Seung & Hana Seung |
| 2018      | Mortal Engines | Anna Fang               |

- Library of Congress Control Number: no2019043020
- MusicBrainz: 8df5e911-523a-4717-9311-1daedbe5e2d2
- Nationale Bibliotheek van Tsjechië: xx0250328
- Virtual International Authority File: 28160483742904991437